# シロンスク公国群
シロンスク公国群またはシュレージエン公国群（ポーランド語：Księstwa śląskie；ドイツ語：Herzogtümer in Schlesien）は、1138年に成立したシロンスク公国が分裂して出来た微細な小公国群の集まりの総称。

## 分裂
ポーランド公ボレスワフ3世の遺言によって、彼が1138年に薨去するとポーランド王国はその息子達の間で5つの世襲領に分割され、クラクフの長子領が王家の「長子」に与えられ、その人物が全ポーランドの君主となる政治システムが生まれた。しかし、この法令はうかつにもポーランドの分裂期を現出させることになった。
ボレスワフ3世の長男ヴワディスワフ2世はシロンスク公国を相続し、同時に長子としてクラクフの長子領をも治め、ポーランド公の称号を有していた。後に彼はポーランド全土を支配下に収めようとし、弟達の反発を受けて失脚、亡命に追い込まれ、ヴワディスワフ2世の異母弟でマゾフシェ公のボレスワフ4世がポーランド君主の座を引き継いだ。1163年、ヴワディスワフ2世の息子達は神聖ローマ皇帝フリードリヒ1世の支援を受けて、ボレスワフ4世から世襲領であるシロンスク公国を取り戻した。10年の共同統治の後、1173年に彼らは公国を分割することに決めた。
- ボレスワフ1世は、シロンスク公家の長子としてレグニツァとオポーレを含むヴロツワフ公国を相続した。
- ミェシュコ1世はボレスワフのすぐ下の弟で、ラチブシュ公国を創設し、ビトムとオシフィエンチムを領した。
- ボレスワフ1世の長男ヤロスワフはオポーレ公国を与えられたが、1201年に嗣子なくして死んだため、ボレスワフ1世の領地に引き戻された。しかし同年に兄ボレスワフが死ぬと、ミェシュコ1世はボレスワフ1世の嗣子ヘンリク1世（ヤロスワフの異母弟）からオポーレ公国を奪い取った。

また1177年、ボレスワフ1世の末弟コンラトがグウォグフ公国を創設したが、未婚のまま薨去したため1180年（1190年とも）にボレスワフ1世の領地に引き戻された。

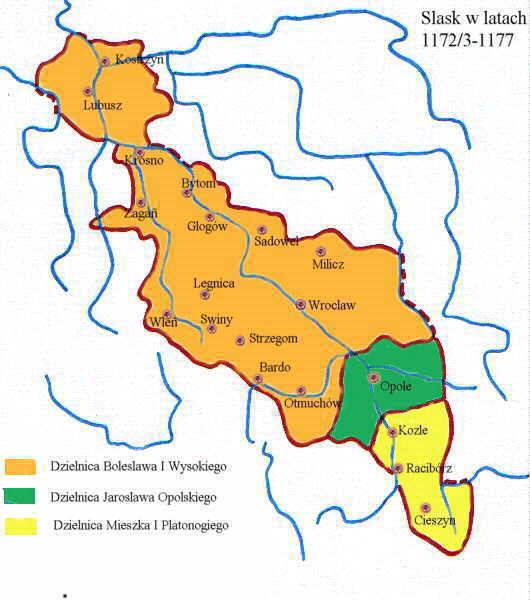
1172年/1173年 - 1177年 ボレスワフ1世  ヤロスワフ  ミェシュコ1世
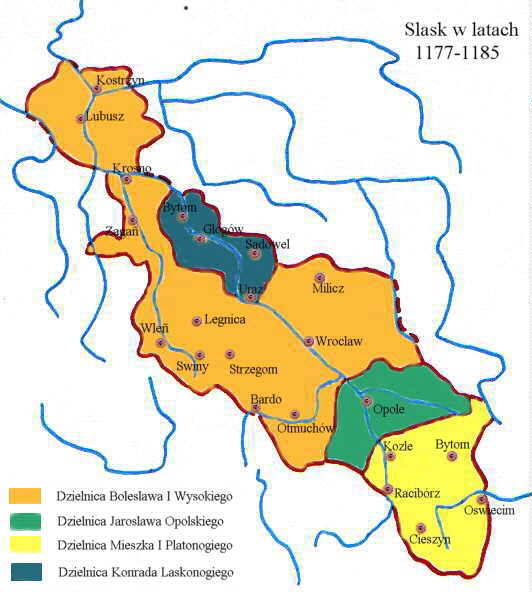
1177年 - 1185年 ボレスワフ1世  ヤロスワフ  ミェシュコ1世  コンラト
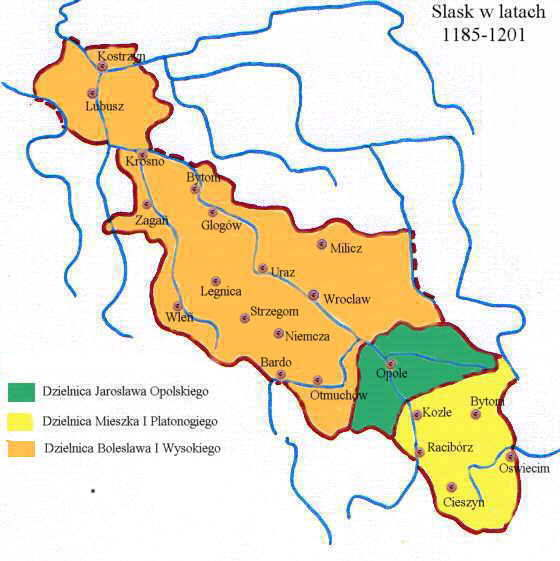
1185年 - 1201年 ボレスワフ1世  ヤロスワフ  ミェシュコ1世
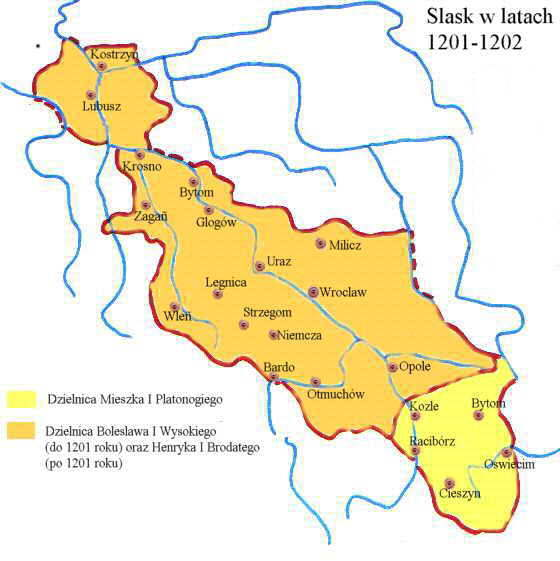
1201年 - 1202年 ボレスワフ1世、 1201年よりヘンリク1世  ミェシュコ1世

ミェシュコ1世は1211年に薨去するまでラチブシュとオポーレからなる高地シロンスクを統治した。彼の後継者カジミェシュ1世は1230年に薨去した。カジミェシュ1世の従弟ヘンリク1世は低地シロンスクのヴロツワフ公国を統治し、1206年にはヴワディスワフ・オドニツからカリシュ公国を獲得し、1210年にはルブシュ地方をも手に入れた。カジミェシュ1世の薨去とともに、ヘンリク1世はシロンスク全域を支配下においた。
1238年にヘンリク1世が薨去すると息子のヘンリク2世が後継者となったが、高地シロンスクはカジミェシュ1世の息子ミェシュコ2世が支配することになった。ミェシュコ2世と弟のオポーレ公ヴワディスワフは既に1234年、カリシュ公国を獲得していた。
ヘンリク2世は1241年、レグニツァの戦いで戦死した。長男ボレスワフ2世は、ルブシュを相続した弟ミェシュコが1242年に急死した後、1248年まで低地シロンスク全域の統治者だった。しかし、同年に共同統治者だった弟のヘンリク3世にヴロツワフを分け与えレグニツァ公国を治めたが、1251年にもう1人の弟コンラト1世の反乱に敗れてグウォグフを割譲、レグニツァのわずかな領土をおさめるまでになってしまった。更に1278年にボレスワフ2世が薨去すると、遺領は3人の息子ヘンリク5世、ボルコ1世、ベルナルトに分割され、レグニツァ公国は縮小の一途を辿った。
ミェシュコ2世は1244年にカリシュ公国をヴィエルコポルスカ公プシェミスウ1世に返還した。ミェシュコ2世は子供のないまま1246年に薨去し、弟のヴワディスワフがその領地を相続した。

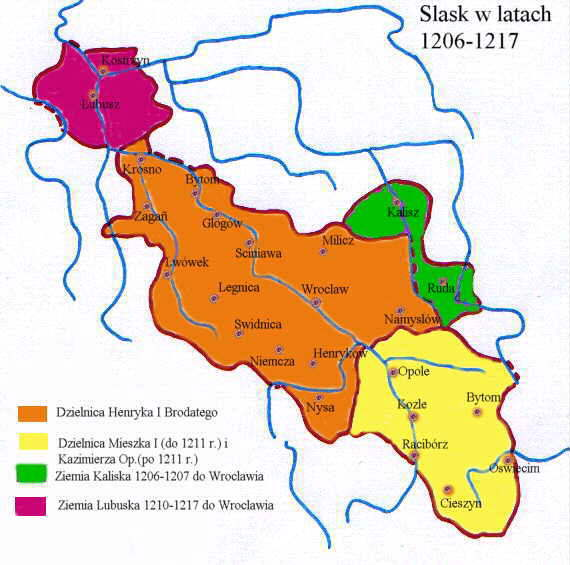
1206年 - 1217年 ヘンリク4世  ヴワディスワフ・オドニツ、 1207年  ルブシュ地方、1210年  ミェシュコ1世、 1211年よりカジミェシュ1世
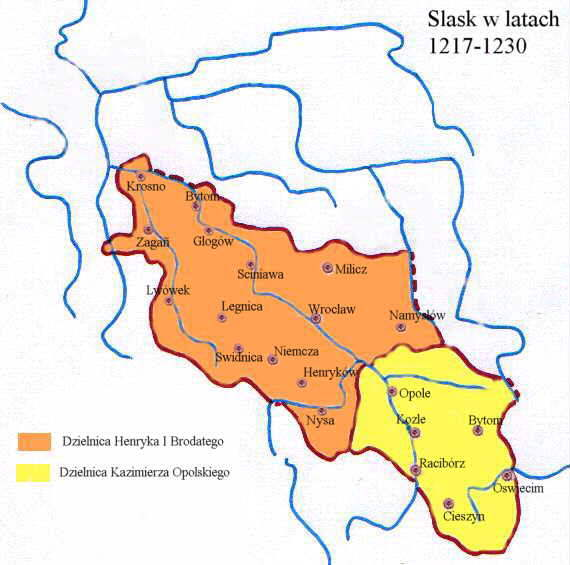
1217年 - 1230年 ヘンリク1世  カジミェシュ1世
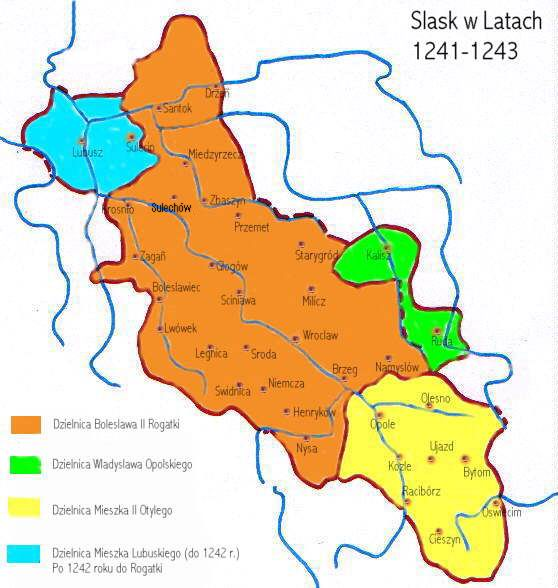
1241年 - 1243年 ボレスワフ2世  ミェシュコ 1241年–1242年  ヴワディスワフ  ミェシュコ2世
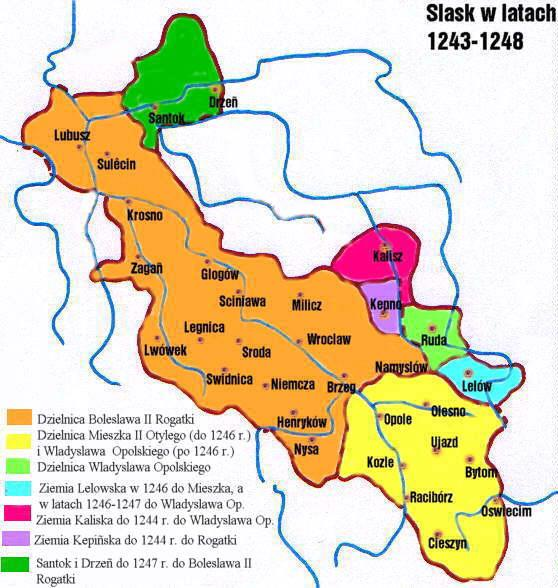
1243年 - 1248年 ボレスワフ2世  サントク、1247年まで  ヴワディスワフ  ミェシュコ2世、 1246年よりヴワディスワフ  プシェミスウ1世、 1244年  ケンプノ、1244年まで  レルフ、1247年まで

シロンスクは1675年にピャスト家の諸公の血筋が絶えるまで、大勢の子孫たちの間で分割相続されていった。シロンスク・ピャスト家のシロンスク諸公達が、これらの微細な諸公国を統治した。
公国の大半は似たような運命をたどった。ポーランド王国の領域から外れた諸公国は、1327年にボヘミア王ヨハンの封臣となり、1335年のトレンチーンの和約とヴィシェグラード会議の決定により、ボヘミア王国の宗主権下におかれた。公国の統治者の家系が絶えると、その公国はボヘミア王冠領内の自治地域（State country）とされ、1526年にはボヘミアを獲得したハプスブルク君主国の支配下におかれた。1742年、シロンスク（シュレージエン）は第1次シュレージエン戦争によってその大部分がプロイセン王国に併合され、残部はオーストリア領シュレージエンとなった。

## 公国群
以下、諸公国のほぼ全てを記載するが、日本語表記は現在その領域を統治する国家でのものに従う（各国語の表記はチェコ語、ポーランド語、ドイツ語の順）。
- ビェルスコ公国（Bílské knížectví, Księstwo Bielskie, Herzogtum Bielitz）
- ブジェク公国（Knížectví Břeh, Księstwo Brzeskie, Herzogtum Brieg）
- ビトム公国（Knížectví Bytomské, Księstwo Bytomskie, Herzogtum Beuthen）
- グウォグフ公国（Knížectví Hlohovské, Księstwo Głogowskie, Herzogtum Glogau）
- クルノフ公国（Krnovské knížectví, Księstwo Karniowskie, Herzogtum Jägerndorf）
- ヤヴォル公国（Javorské knížectví, Księstwo Jaworskie, Herzogtum Jauer）
- レグニツァ公国（Lehnické knížectví, Księstwo Legnickie, Herzogtum Liegnitz）
- ヌィサ公国（Niské knížectví, Księstwo Nyskie, Herzogtum Neisse）
- オレシニツァ公国（Olešnické knížectví, Księstwo Oleśnickie, Herzogtum Oels）
- オポーレ公国（Opolské knížectví, Księstwo Opolskie, Herzogtum Oppeln）
- オシフィエンチム公国（Osvětimské knížectví, Księstwo Oświęcimskie, Herzogtum Auschwitz）
- プルドニク公国 (Prudnícké knížectví, Księstwo Prudnickie, Herzogtum Prudnik)
- プシュチナ公国（Pštinské knížectví, Księstwo Pszczyńskie, Herzogtum Pless）
- ラチブシュ公国（Ratibořské knížectví, Księstwo Raciborskie, Herzogtum Ratibor）
- シェヴィエシュ公国（Seveřské knížectví, Księstwo Siewierskie, Herzogtum Siewierz）
- シフィドニツァ公国（Svídnické knížectví, Księstwo Świdnickie, Herzogtum Schweidnitz）
- チェシン公国（Knížectví těšínské, Księstwo Cieszyńskie, Herzogtum Teschen）
- オパヴァ公国（Vévodství opavské, Księstwo Opawskie, Herzogtum Oppau）
- ヴロツワフ公国（Vratislavské knížectví, Księstwo Wrocławskie, Herzogtum Breslau）
- ザトル公国（Zatorské knížectví, Księstwo Zatorskie, Herzogtum Zator）
- ジェンビツェ公国（Minstrberské knížectví, Księstwo Ziębickie, Herzogtum Münsterberg）
- ジャガン公国（Zaháňské knížectví, Księstwo Żagańskie, Herzogtum Sagan）

## 地図
以下はシロンスクの諸公国がさらに細かく分裂し、小規模な国家群となっていく13世紀中葉から14世紀前半の推移を図示している。

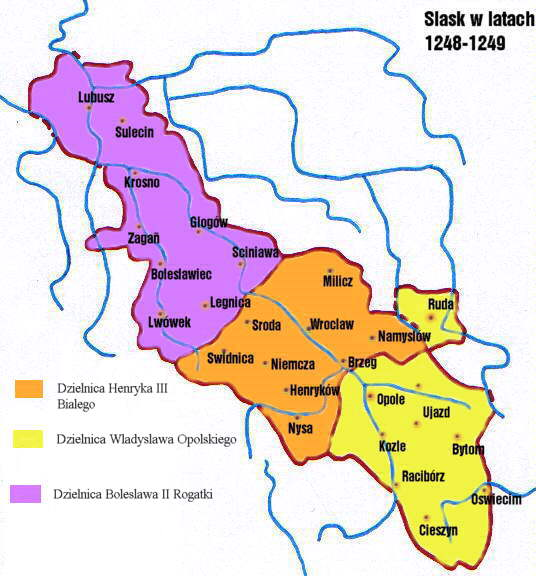
1248年 - 1249年
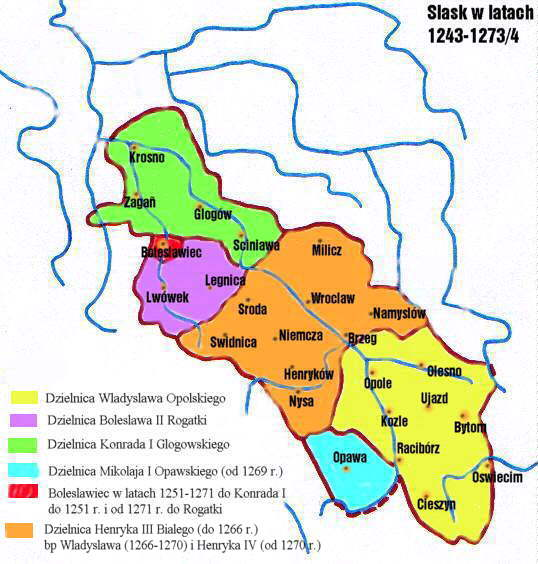
1249年 - 1273年
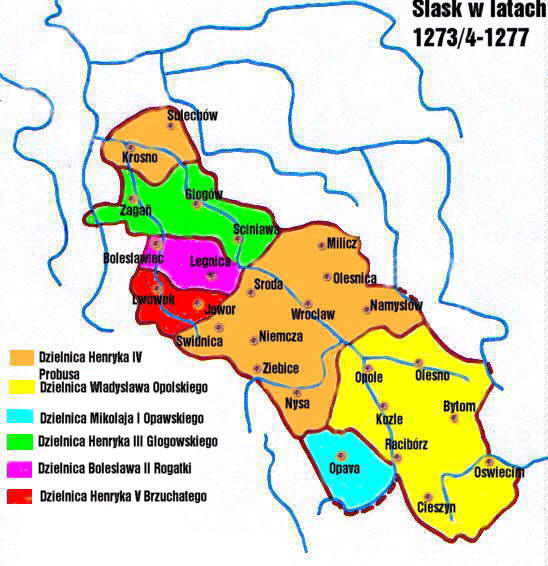
1273年 - 1277年
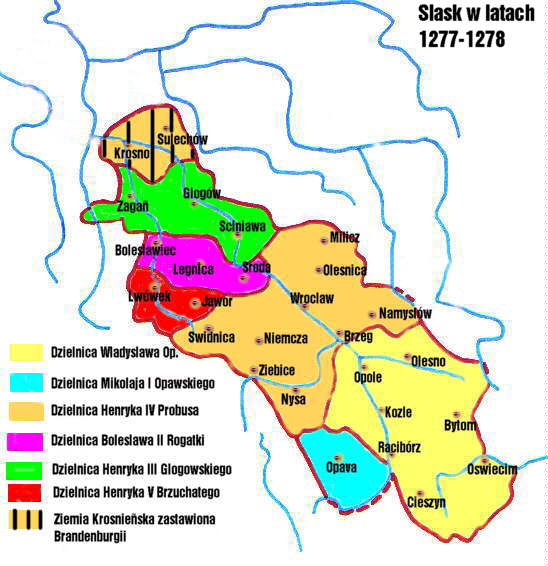
1277年 - 1278年
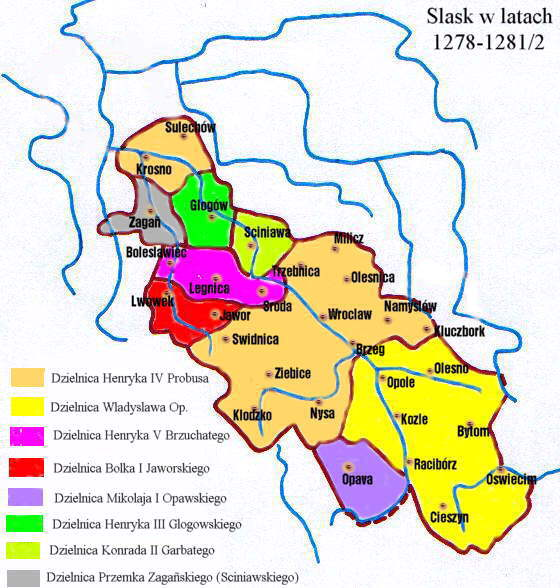
1278年 - 1281年
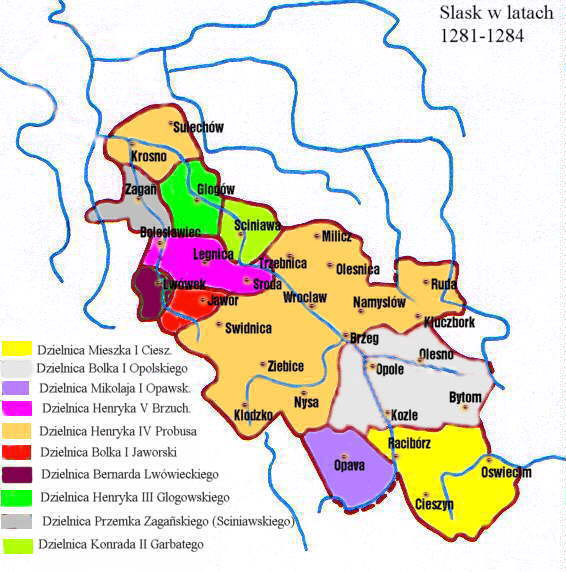
1281年 - 1284年
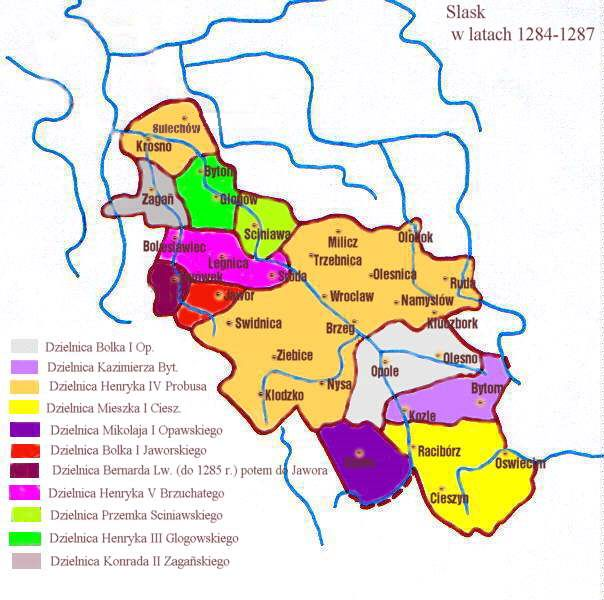
1284年 - 1287年
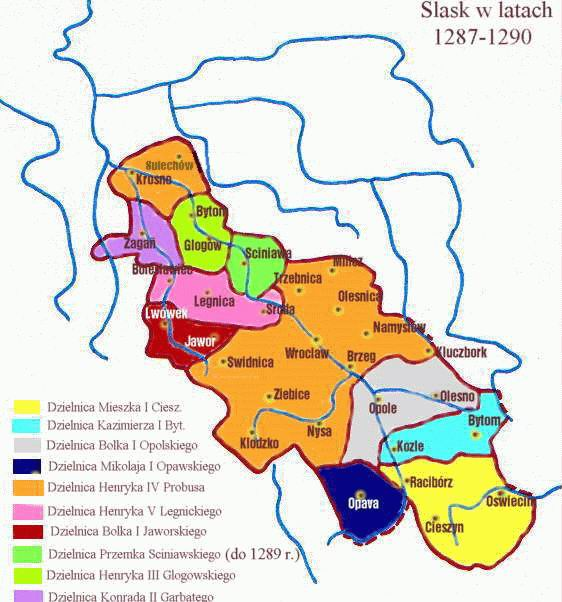
1287年 - 1290年
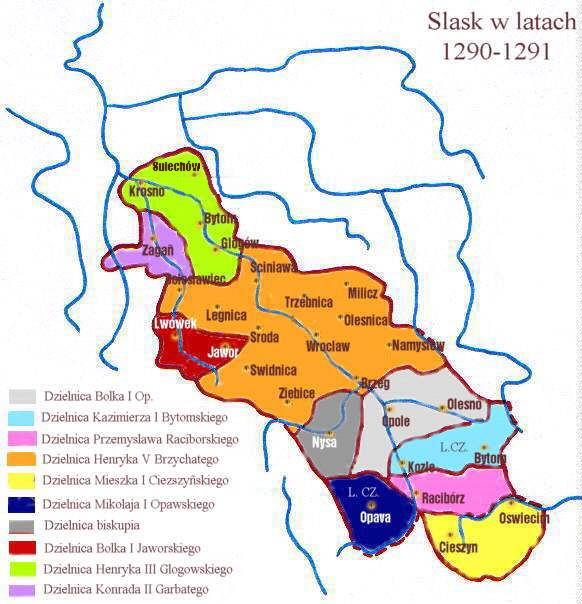
1290年 - 1291年
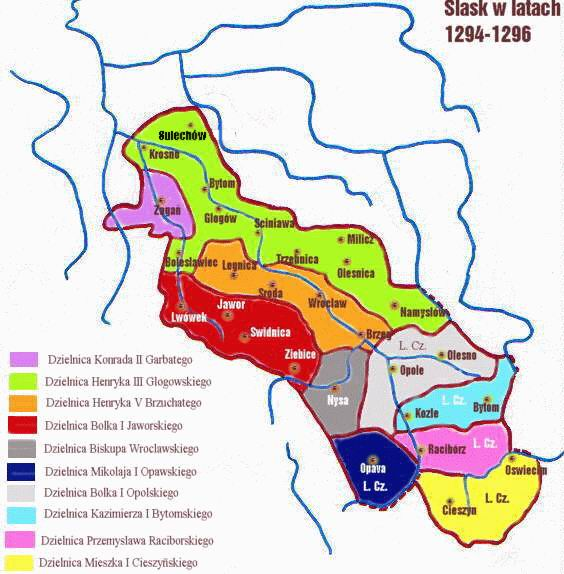
1294年 - 1296年
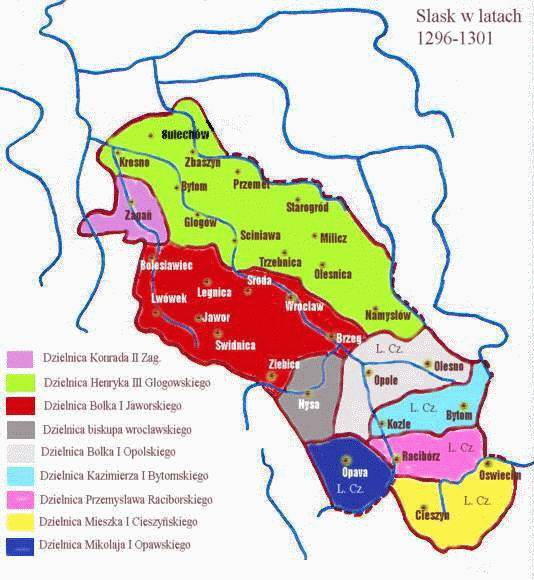
1296年 - 1301年
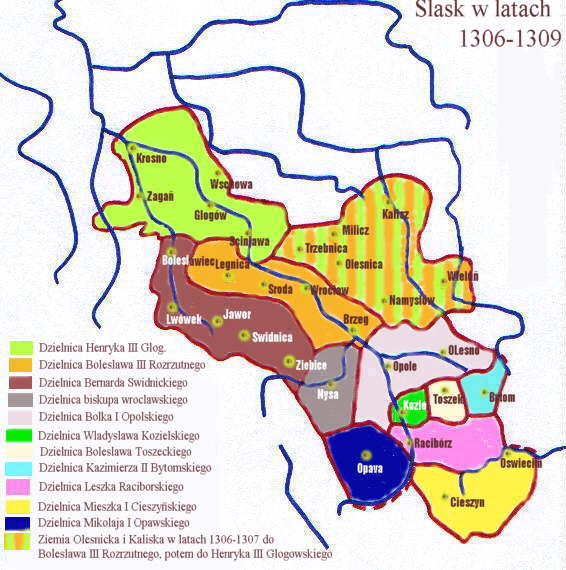
1306年 - 1309年
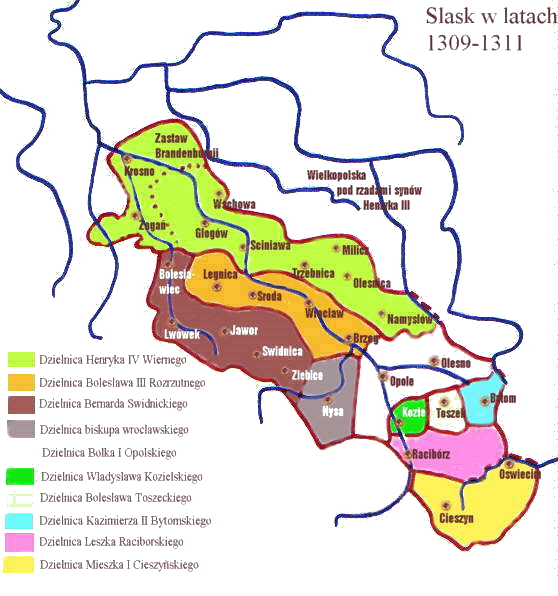
1309年 - 1311年
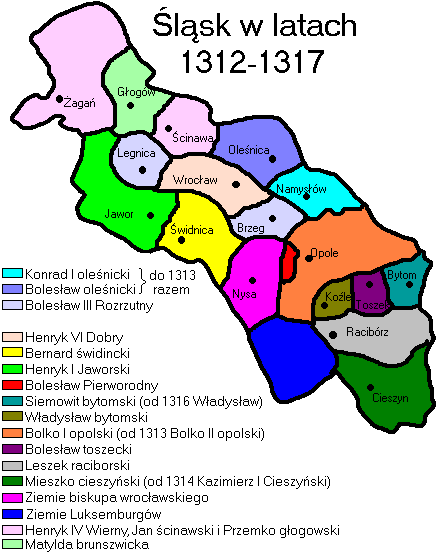
1312年 - 1317年
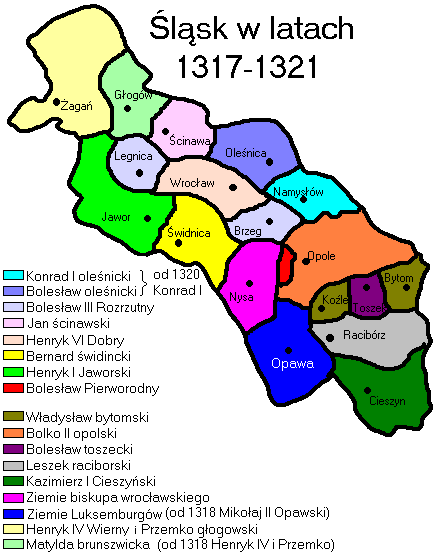
1317年 - 1321年
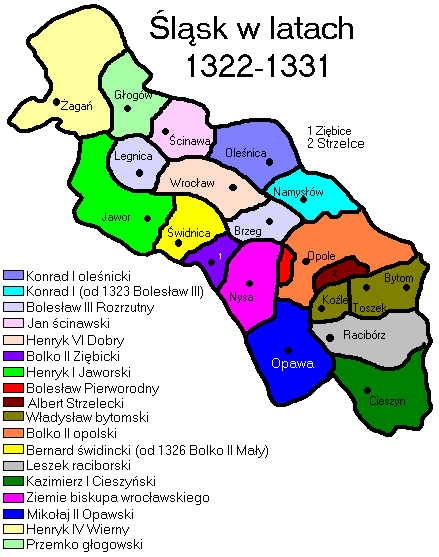
1322年 - 1331年